# Só pra Contrariar Futebol Clube - SPC ao Vivo
Só pra Contrariar Futebol Clube - SPC ao Vivo é o primeiro álbum ao vivo do grupo de pagode Só pra Contrariar. Foi lançado em 1996 reunindo grandes sucessos dos shows e das músicas lançadas nas rádios dos três primeiros álbuns de estúdio do grupo. A música "O Samba não Tem Fronteiras" do álbum homônimo de 1995 foi lançada nas rádios na versão ao vivo desse novo trabalho. Foram vendidas em torno de 350 mil cópias.
A Faixa "Tributo Aos Mamonas" foi uma homenagem à morte recente do grupo Mamonas Assassinas.

## Faixas
| N.º            | Título                               | Duração |  |
| 1.             | "É Bom Demais / Out Door / A Barata" | 8:40    |  |
| 2.             | "Te Amar Sem Medo"                   | 3:09    |  |
| 3.             | "Meu Jeito De Ser"                   | 3:20    |  |
| 4.             | "Dói Demais"                         | 5:19    |  |
| 5.             | "Domingo"                            | 3:38    |  |
| 6.             | "Primeiro Amor"                      | 5:09    |  |
| 7.             | "O Amor, Você E Eu"                  | 4:57    |  |
| 8.             | "Você Vai Voltar Pra Mim"            | 3:48    |  |
| 9.             | "Tributo Aos Mamonas"                | 6:00    |  |
| 10.            | "Essa Tal Liberdade"                 | 4:36    |  |
| 11.            | "Nunca Mais Te Machucar"             | 4:15    |  |
| 12.            | "Tão Só"                             | 4:16    |  |
| 13.            | "Que Se Chama Amor"                  | 3:57    |  |
| 14.            | "Nosso Sonho Não É Ilusão"           | 4:34    |  |
| 15.            | "O Samba não Tem Fronteiras"         | 4:14    |  |
| Duração total: | Duração total:                       | 1:09:55 |  |